# Withanólido

Withaferina A

Salpicrólido A

Nicandrenona-1

Ixocarpalactona A

Los withanólidos son un grupo de al menos 300 esteroides naturales construidos sobre un esqueleto de ergostano .  
Se presentan como metabolitos secundarios principalmente en géneros de la familia de las solanáceas, por ejemplo en el tomatillo .
Estructuralmente, los withanólidos consisten en una cadena principal esteroide unida a una lactona o uno de sus derivados ; se producen mediante la oxidación de esteroides. Se desconoce con qué fin se producen; podrían actuar como un elemento disuasorio para las larvas de insectos y otros herbívoros.
Los géneros dentro de la familia de las solanáceas que producen withanólidos incluyen: Datura,  Iochroma,  Lycium,  Nicandra,  Physalis,  Salpichroa,  Solanum,  Mandragora,  Withania,  y Jaborosa .  Hasta la fecha no se ha descubierto withanólido en Nicotiana.

## Ejemplos
La withaferina A, el primer withanólido en aislarse, se encontró en la cereza de invierno ( Withania somnifera )  y en Acnistus arborescens . 
Los salpicrólidos A, B y G (los cuales han sido aislados de Salpichroa origanifolia ) presentan un efecto inhibidor sobre el crecimiento de la larva de la mosca mediterránea de la fruta ( Ceratitis capitata ). Por ello, se están explorando posibles usos de estos compuestos como plaguicidas. 